# 卡门茨县
卡门茨县（Landkreis Kamenz）是德国萨克森州曾经的一个县，隶属于德累斯顿行政区，首府卡门茨。2008年8月1日，卡门茨县与包岑县和霍耶斯韦达合并为新的包岑县。

## 地理
卡门茨县北面与勃兰登堡州的上施普雷瓦尔德-劳西茨县和施普雷-奈瑟县，东面与下西里西亚上劳西茨县，东南面与包岑县，南面与萨克森施韦茨县，西南面与德累斯顿市，西面与迈森县和里萨-格罗森海恩县相邻。